# Ozenoxacine

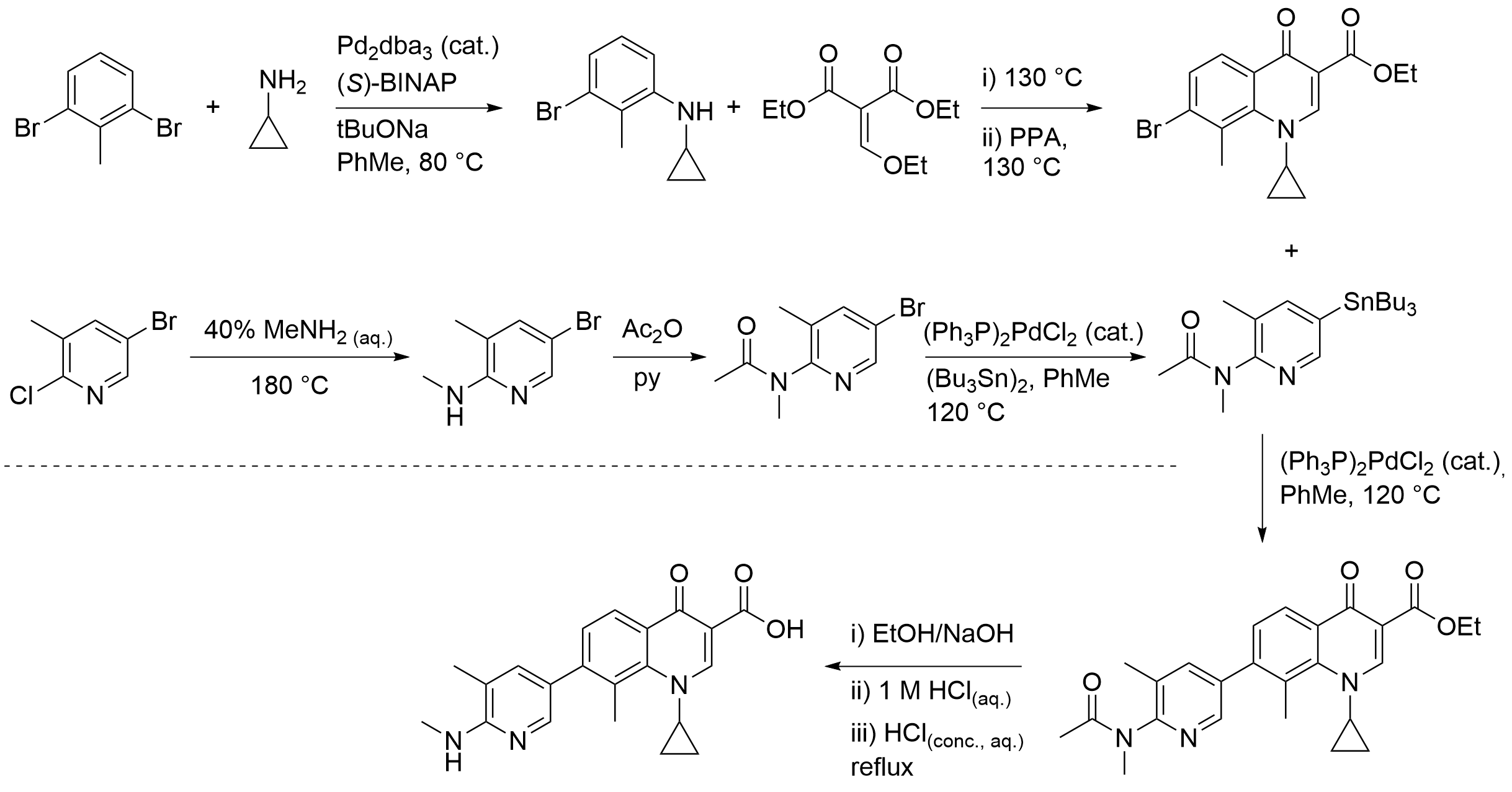
Schéma de la synthèse d'Ozenoxacine.

L'ozenoxacine est un antibiotique de type quinolone non fluoré, disponible, au Japon sous forme de crème pour les infections cutanées.

## Spectre
Il est actif contre le staphylocoque doré, dont les formes résistantes à la méthicilline, le streptococcus pneumoniae, le propionibacterium acnes, ainsi que sur des germes résistants aux autres quinolones.

## Pharmacologie
Sous forme de crème et appliquée sur la peau, il ne pénètre guère dans le sang, ni même dans le derme.

## Efficacité
Dans l'impétigo, elle est comparable à celle de la rétapamuline.